# Конкретная музыка

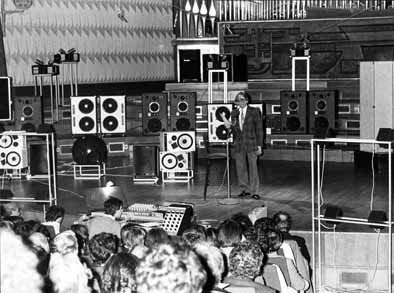
Пьер Шеффер и его «Акусмониум». 1974

Конкре́тная му́зыка (фр. musique concrète) — вид авангардной музыки XX века. Шумы и звуки, главным образом, природного происхождения, записываются на магнитофон или иное звукозаписывающее устройство, подвергаются на этом устройстве микшированию и разного рода редактированию (обработка фильтрами, пространственные стереоэффекты, изменения скорости и направления движения ленты и т. д.). В качестве звукового материала конкретной музыки могут использоваться, например, звук падающих капель воды, шум поезда, голоса птиц, скрип двери, вздохи, крики, фрагменты речи, пение человека, фрагменты звучания акустических музыкальных инструментов и т. п.
Артефакт конкретной музыки (аналоговая или цифровая запись, которая воспроизводится в концерте и используется для фиксации на коммерческий носитель, например, LP или CD) не предполагает интерпретации музыканта-исполнителя в традиционном смысле этого слова (изменения темпа, варьирование динамических нюансов, агогика и т. п.). В связи с тем, что для записи/воспроизведения такого артефакта требуется электротехническое и/или электронное оборудование, конкретную музыку считают разновидностью электронной музыки.

## История
Толчком к появлению конкретной музыки послужили развитие звукозаписывающей техники, появление доступных микрофонов и магнитофонов, и, как следствие, доступность средств звукозаписи для экспериментаторов. Первые звуковые опыты французского инженера-акустика Пьера Шеффера осуществлялись в 1948 году, он и считается пионером данного направления. Один из первых примеров конкретной музыки — «Симфония для одного человека» (1950) П. Шеффера и П. Анри.
В 1950-е годы звуки естественного происхождения стали соединять с искусственными звуками, которые производили специальные электронные устройства — низкочастотные генераторы. Реализации таких «микстовых» сочинений причисляют как к конкретной, так и к электронной музыке. Яркие примеры такого рода — «Williams Mix» (1953) Дж. Кейджа и — «Электронная поэма» (Poème électronique) Э. Вареза (1958).
Начиная с 1960-х годов конкретная музыка была постепенно вытеснена разновидностями электронной музыки. По словам Пьера Шеффера,

Конкретная музыка, собирая звуки, создает звуковые произведения, звуковые структуры, но не музыку. Мы не должны называть музыкой вещи, которые являются просто звуковыми структурами […] Я боролся, как демон, в течение всех лет открытий и исследований в конкретной музыке; я боролся против электронной музыки, для которой типичен другой — системный — подход, в то время как я предпочитал экспериментальный, работая со звуком непосредственно, эмпирически. Но в то же самое время, защищая музыку, над которой работал, я сам ужасался тому, что делал. Я чувствовал себя страшно виноватым. Я был счастлив, когда преодолевал большие трудности, — мои первые трудности с пластинками, когда работал над «Симфонией для одного человека», мои первые трудности с магнитофонами, когда делал «Этюды с объектами» — это было хорошо. Не то чтобы я отрицал все, что делал. Но каждый раз мне приходилось испытывать разочарование, поскольку я не мог добраться до музыки — того, что я называю музыкой. Я считаю себя исследователем, ищущим путь на крайнем севере, но я не смог его найти…— Из интервью Пьера Шеффера (1987)
Однако влияние конкретной музыки заметно в популярной музыке, в частности в песне «Revolution 9» The Beatles, в конце песни «Bike» Pink Floyd. В 1967—1968 Фрэнк Заппа создал несколько композиций в стиле конкретной музыки. В них слышны причудливое жужжание, гудки и свист рассекаемого воздуха.
Традиционная и нетрадиционная конкретная музыка возрождается в 1980-х и 1990-х гг. Такие исполнители, как Рей Буттиджег и Джон Освальд используют найденные и специально созданные звуки, применяя различные методы их обработки. Вместо магнитофонной ленты используется компьютер.
В 1990-х гг. рост популярности всех форм электронной музыки привёл ко второму рождению конкретной музыки. Такие исполнители, как Кристиан Феннес, Франциско Лопез, Эрнесто Родригес, Matmos, Hafler Trio, Arcane Device и Illusion of Safety используют методы конкретной музыки в своём творчестве.
В настоящее время конкретная музыка чаще всего проявляется в соединении с другими стилями. Она повлияла на музыкальный авангард и экспериментальную музыку второй половины XX века, в том числе на индастриал.